# Tibouchina excoriata
Tibouchina excoriata är en tvåhjärtbladig växtart som beskrevs av Célestin Alfred Cogniaux. Tibouchina excoriata ingår i släktet Tibouchina och familjen Melastomataceae. Inga underarter finns listade i Catalogue of Life.